# Wildest Dreams (canción de Iron Maiden)
«Wildest Dreams» es un sencillo del decimotercer álbum de estudio Dance of Death de Iron Maiden, publicado en 2003. La banda ya tocaba el tema en directo antes del lanzamiento del álbum durante la gira de Give Me Ed... 'Til I'm Dead Tour. El sencillo incluye, una improvisación de sesiones de Dance of Death.
El videoclip es un corto computarizado, donde la banda viaja en autos a través de un planeta desolado y de la boca de Eddie the Head (del eddie de la versión del sencillo).
Al principio de la canción se puede escuchar al batería Nicko McBrain contando para atrás con un acento estadounidense.
El solo de "Wildest Dreams" está hecho por Adrian Smith.

## Lista de canciones
7" disco de vinilo
1. «Wildest Dreams»[3] (Adrian Smith, Steve Harris) – 3:49
2. «Pass the Jam» (Bruce Dickinson, Janick Gers, Steve Harris, Nicko McBrain, Dave Murray, Adrian Smith)– 8:20

CD
1. «Wildest Dreams» (Adrian Smith, Steve Harris) – 3:49
2. «Pass the Jam» (Bruce Dickinson, Janick Gers, Steve Harris, Nicko McBrain, Dave Murray, Adrian Smith) – 8:20

DVD
1. «Wildest Dreams» (promo video) (Adrian Smith, Steve Harris) – 3:49
2. «The Nomad» (Dave Murray, Harris)
3. «Blood Brothers» (Harris)
4. «Dance of Death» – Behind the Scenes (video)

## Miembros
- Steve Harris – bajo, voz
- Bruce Dickinson – voz
- Dave Murray – guitarra
- Adrian Smith – guitarra, voz
- Janick Gers – guitarra
- Nicko McBrain – batería